# Du Tillet
Mme. Dutillier, känd under sitt artistnamn Madame Du Tillet, var en fransk ballerina. Hon var verksam vid Kungliga Baletten i Sverige från 1774 till 1783, då hon tillhörde den gustavianska tidens mest berömda artister inom svensk balett. 
Du Tillet var engagerad i Köpenhamn då Hon fick då en plats som premiärdansös vid Kungliga Baletten i Stockholm. Hon hade enligt uppgift lämnat Köpenhamn, då hon inte fått gehör för sitt krav att få balettsteget double jupons reserverat för sig.  
År 1774 betalades Du Tillet 25.000 koppardaler, lika mycket som Louis Frossard och Marie-Renée Frossard: som jämförelse hade Carl Stenborg 3000 1773 samt en recett per år, Lovisa Augusti 6000 koppardaler 1776, Caroline Müller och hennes man 1333 riksdaler, samt frun 166 daler enskilt och fri utfodring för två hästar; allra högst betald av alla anställda var Elisabeth Olin med 666 riksdaler 32 skilling som både lön och livspension; dansarna hade hög status.
Gift med skådespelaren Du Tillet.